# Chiesa di San Giacomo (Chiavari)
La chiesa di San Giacomo è un luogo di culto cattolico situato nel comune di Chiavari, in piazza San Giacomo, nella città metropolitana di Genova. La chiesa è sede della parrocchia omonima del vicariato di Chiavari-Lavagna della diocesi di Chiavari.

## Storia

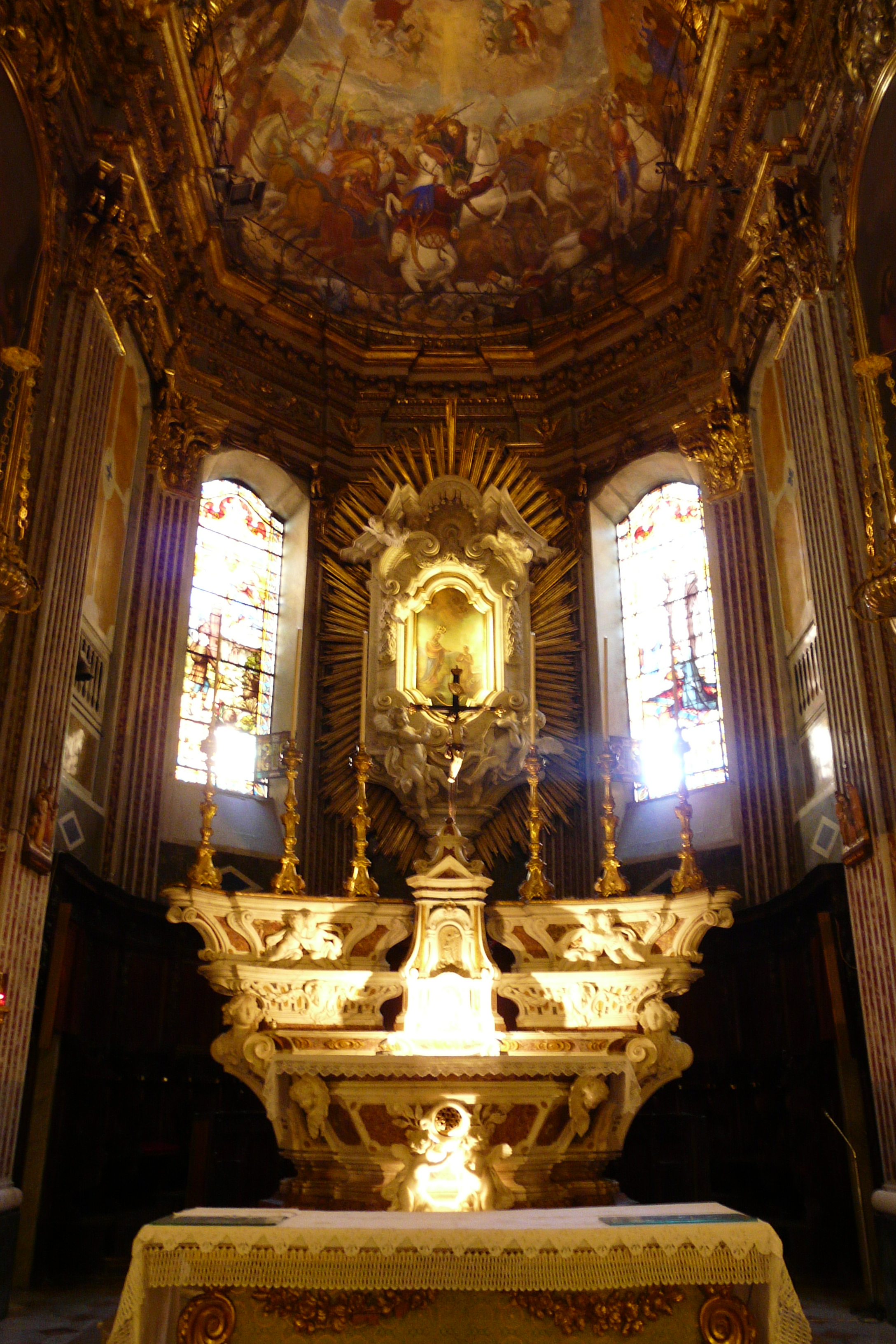
L'altare maggiore

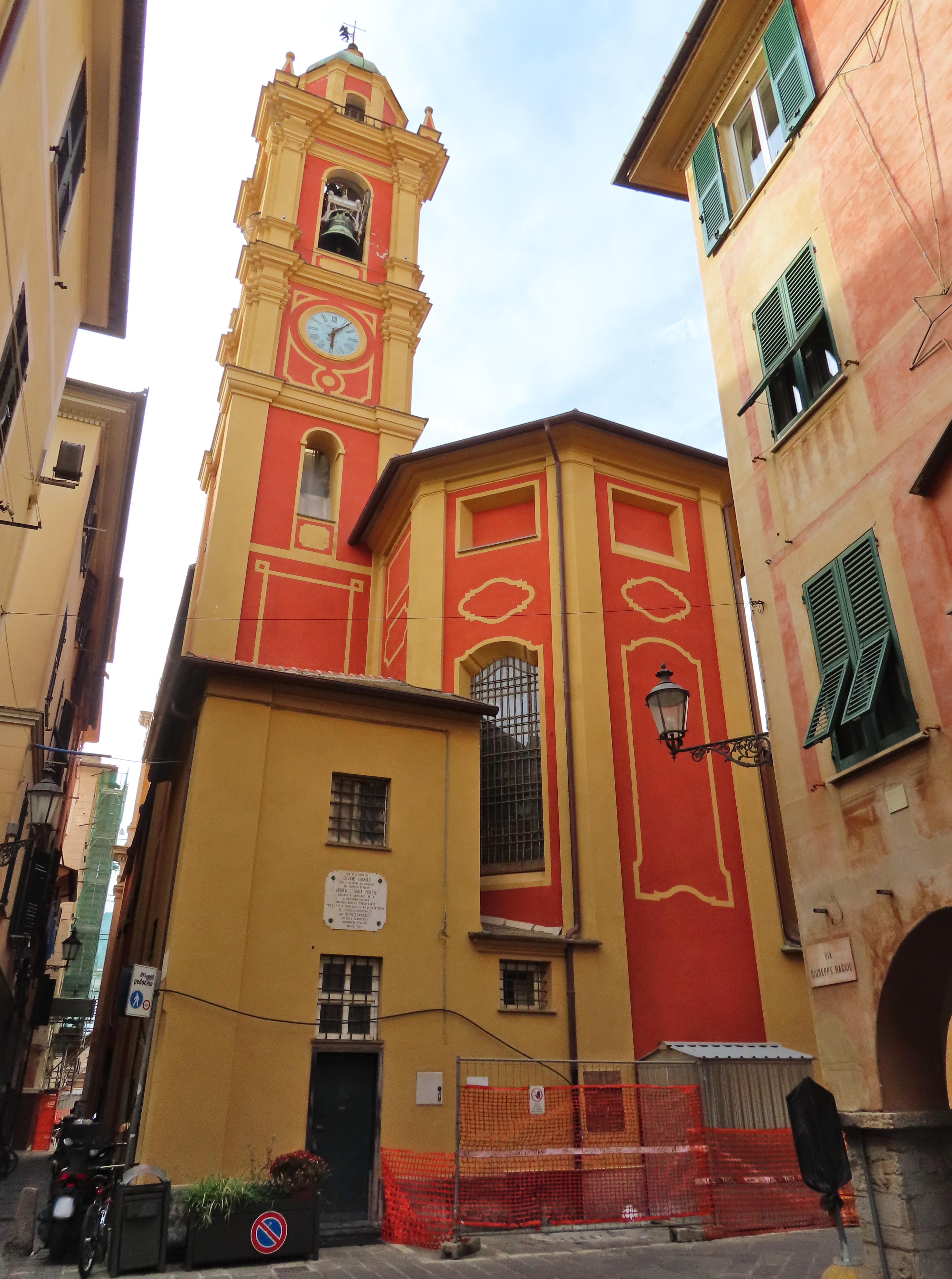
Abside e campanile

La chiesa parrocchiale, sita nella piazza omonima nel quartiere di Rupinaro, venne fondata tra il VIII e il IX secolo forse ad opera dei monaci benedettini. Essa denominata anticamente con il nome di "Sancti Jacobi de Arena", in quanto fu eretta all'esterno delle mura del borgo medievale di Chiavari ed affacciata in quell'epoca sulla spiaggia.
Trovandosi fuori dalle mura del borgo, e quindi non protetta, la chiesa fu oggetto nel tempo di distruzioni e saccheggi; il più noto è quello avvenuto nell'agosto del 1331 per opera dei pirati Catalani. La chiesa venne ricostruita nel 1387 e fu denominata di Rupinaro (da Ruina o Rovinale) per le distruzioni prima subite.
Nel 1427 vi si insediarono ben presto gli Cavalieri Ospitalieri di San Giovanni di Gerusalemme (Ordine di Malta), che tenevano qui un ospedale (non più esistente) e che all'inizio del XIV secolo cedettero il giuspatronato della chiesa alla famiglia Vignolo, che lo tenne fino alla prima metà del Quattrocento. La concessione era probabilmente legata all'aiuto che il chiavarese Vignolo de' Vignoli, ammiraglio dell'imperatore bizantino, aveva fornito agli Ospitalieri per insediarsi a Rodi dopo essere stati scacciati da Acri.
I Cavalieri ospitalieri di San Giovanni di Gerusalemme ressero la precettoria di Rupinaro fino al 1799, quando, con l'avvento della Repubblica Ligure di stampo rivoluzionario, furono aboliti gli ordini religiosi e confiscati i loro beni.

## Descrizione
La forma attuale è risalente al 1637, presentando una facciata in stile moderno realizzata nel 1938; l'adiacente campanile, che ospita un concerto di 5 campane in Re3, fu eretto nel XVIII secolo. Al suo interno, ad unica navata, è presente l'altare maggiore con ancona in marmo ad opera dello scultore Francesco Schiaffino; la cantoria in stile barocco è decorata da undici tele raffiguranti episodi di vita dell'apostolo Giacomo di Giovanni Battista Carlone.
Altri due dipinti, il Dic ut sedeant e il Cristo che chiama alla sua sequela Giacomo e Giovanni sono opera del pittore Sebastiano Galeotti del XVII secolo.

### Organo a canne

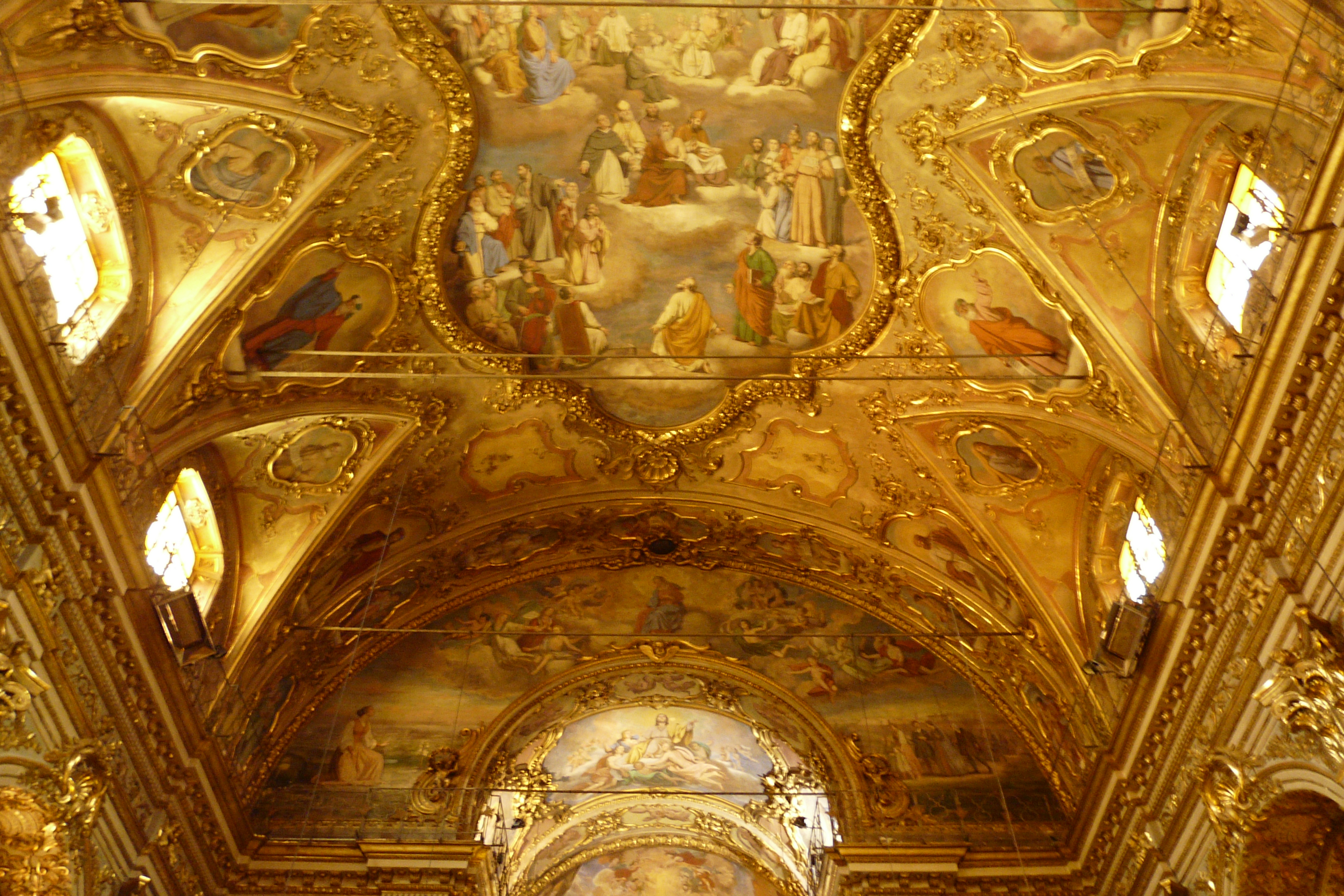
Particolare delle decorazioni e degli stucchi

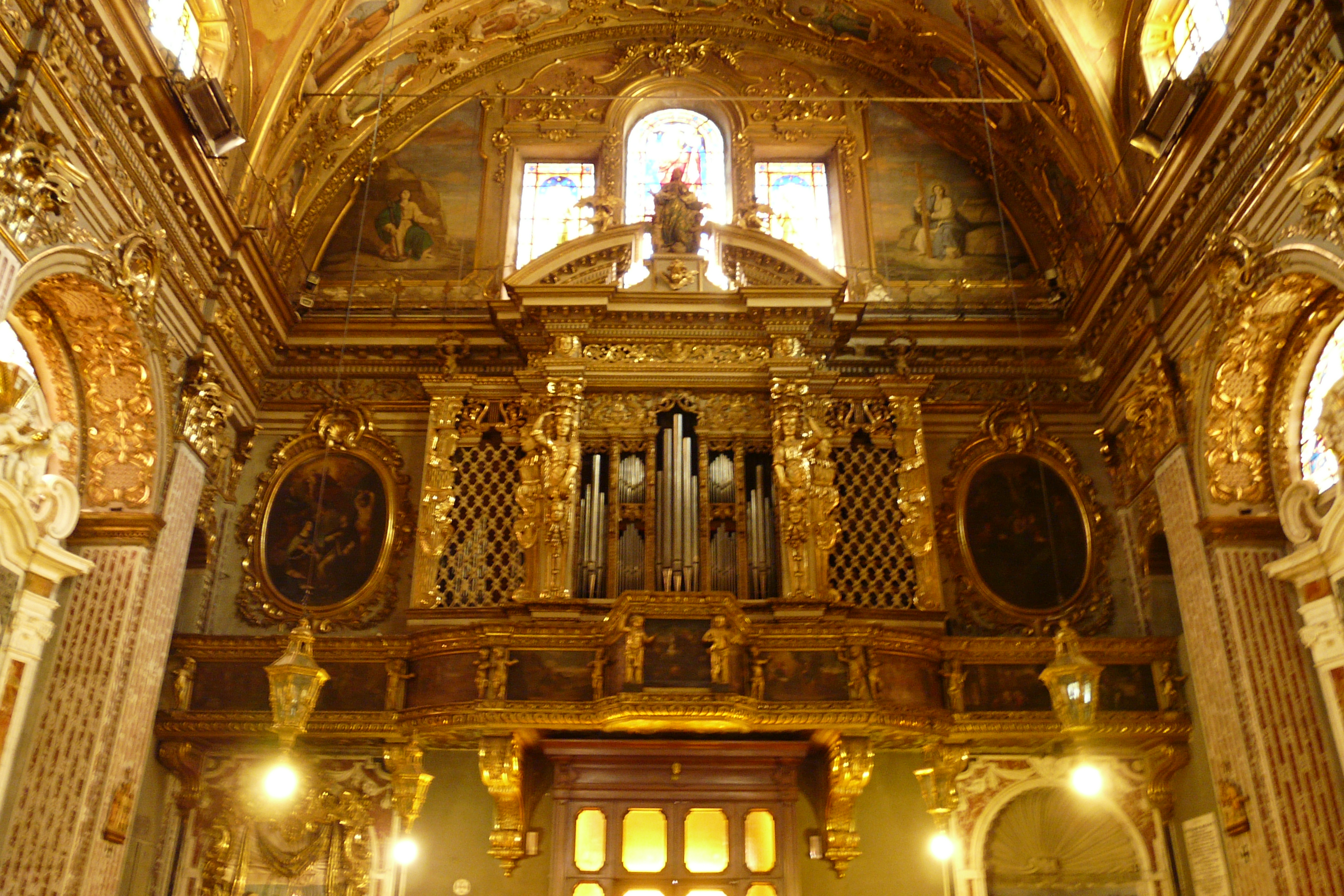
L'organo della chiesa

Sulla cantoria in controfacciata si trova l'organo a canne, costruito nel 1975 dalla ditta organaria F.lli Marin di Genova Bolzaneto. Lo strumento, racchiuso entro una cassa lignea aperta in cinque campate, mostra in facciata 33 canne disposte nelle cinque campate con una cuspide ciascuna. La consolle dello strumento, a trasmissione elettro-pneumatica, è collocata in navata con due tastiere di 61 tasti ciascuna ed una pedaliera concavo-radiale di 27 pedali.
L'organo attuale sostituisce quello costruito nel 1858 da Lorenzo Paoli, a sua volta succeduto a uno strumento costruito nel 1793 da Luigi Ciurlo-Roccatagliata; la chiesa risulta comunque fornita di un organo già a partire dal 1710:

## Feste e devozione
Le due ricorrenze principali della parrocchia sono legate a san Giacomo (25 luglio) e a Nostra Signora di Caravaggio (26 maggio); quest'ultima viene festeggiata più solennemente, ogni 5 anni, con la processione per le vie della parrocchia. In parrocchia era anche presente il culto verso la Madonna di Pompei.